# Alain Carminati
Pour les articles homonymes, voir Carminati.
Pas d'image ? Cliquez ici

a Compétitions nationales et continentales officielles uniquement.

b Matchs officiels uniquement.
Dernière mise à jour le 10 juin 2021.
Alain Carminati est un joueur français de rugby à XV et de rugby à XIII, né le 17 août 1966 à Champagnole, seconde ligne de l'AS Béziers, puis troisième ligne centre ou aile du Castres olympique et ensuite du CA Brive jusqu'en 1996. Il débuta dans le milieu ovale par le monde treiziste puis revint à XIII au 13 Catalan puis repartit à XV.

## Biographie
Lors du Tournoi des cinq nations 1990, il fut expulsé au cours de la rencontre Ecosse-France disputée à Murrayfield le 17 février 1990 et remportée par les écossais sur le score sans appel de 21 à zéro.
Avec l'AS Béziers Hérault, Alain Caminati est vainqueur de la coupe de France en 1986.
Alain Caminati rejoint le Castres olympique en 1991. Deux ans plus tard, il soulève le Bouclier de Brennus
en 1993 contre le FC Grenoble au Parc des Princes à Paris, dans une finale polémique marquée par de graves erreurs d'arbitrages permettant aux Tarnais de remporter le titre de champion de France,. Le CO champion de France perd la finale du Challenge Yves du Manoir contre le Stade toulousain.
Au CA Brive depuis 1994, il s'incline en finale du championnat de France contre le Stade toulousain  double tenant du titre en 1996.

## Carrière

### En club
- 1981-1990 : AS Béziers
- 1990-1991 : XIII Catalan
- 1991-1994 : Castres olympique
- 1994-1996 : CA Brive
- 1996-1999 : AS Béziers
- 1999-2000 : RC Narbonne

### Avec les Barbarians
Le 10 mai 1986, il est invité avec les Barbarians français pour jouer contre l'Écosse à Agen. Les Baa-Baas l'emportent 32 à 19.
Le 19 juin 1993, il est de nouveau invité pour jouer avec les Barbarians français contre le XV du Président pour le Centenaire du rugby à Grenoble. Les Baa-Baas s'imposent 92 à 34.
Le 1er novembre 1995, il est invité une nouvelle fois avec les Barbarians français pour jouer contre la Nouvelle-Zélande à Toulon. Les Baa-Baas s'inclinent 19 à 34.

## Statistiques

### Tournoi des Cinq Nations
| Édition           | Rang | Résultats France | Résultats Carminati | Matchs Carminati |
| ----------------- | ---- | ---------------- | ------------------- | ---------------- |
| Cinq Nations 1988 | 1    | 3 v, 0 n, 1 d    | 2 v, 0 n, 0 d       | 2/4              |
| Cinq Nations 1989 | 1    | 3 v, 0 n, 1 d    | 3 v, 0 n, 0 d       | 3/4              |
| Cinq Nations 1990 | 3    | 2 v, 0 n, 2 d    | 0 v, 0 n, 1 d       | 1/4              |

Légende : v = victoire ; n = match nul ; d = défaite ; la ligne est en gras quand il y a Grand Chelem.

### Coupe du monde
| Édition                            | Rang      | Résultats France | Résultats Carminati | Matchs Carminati |
| ---------------------------------- | --------- | ---------------- | ------------------- | ---------------- |
| Nouvelle-Zélande et Australie 1987 | Finaliste | 4 v, 1 n, 1 d    | 2 v, 0 n, 0 d       | 2/6              |

Légende : v = victoire ; n = match nul ; d = défaite.

## Palmarès

### En club
- Championnat de France de première division :
  - Champion (1) : 1993
  - Finaliste (1) : 1996
  - Demi-finaliste (1) : 1992

- Coupe de France :
  - Vainqueur (1) : 1986

- Challenge Yves du Manoir
  - Finaliste (1) : 1993
  - Demi-finaliste (1) : 1994

### En équipe nationale
- 20 sélections en équipe de France A, de 1986 à 1995
- Vice-champion du monde en 1987 (2 matchs disputés)
- Tournoi des cinq nations en 1988 (ex- aequo avec le Pays de Galles) et 1989
- Coupe Latine en 1995